# Качулата токачка
Качулатата токачка (Guttera plumifera) е вид птица от семейство Токачкови (Numididae).

## Разпространение и местообитание
Разпространен е в Ангола, Габон, Екваториална Гвинея, Камерун, Демократична република Конго, Република Конго и Централноафриканската република.